# 前田透
前田 透（まえだ とおる、大正3年（1914年）9月16日 - 昭和59年（1984年）1月13日）は、歌人。

## 経歴
東京府豊多摩郡大久保町（現新宿区）に、歌人前田夕暮の長男として生まれる。昭和10年（1935年）旧制成蹊高等学校文科乙類卒業。昭和13年（1938年）東京帝国大学経済学部卒業、扶桑海上（現三井住友海上）入社。翌年1月、台湾歩兵第2連隊補充隊に入隊。9月、経理部幹部候補生となり東京陸軍経理学校に入学。昭和15年（1940年）9月、同校卒業。のち中国、フィリピン、ジャワ、ポルトガル領チモール島に派遣される。チモール島では、宣撫を名目に現地王族の独立運動に協力した。昭和21年（1946年）帰国。激しい戦闘のなかった東チモールの経験を回想して詠まれた短歌は歌集『漂流の季節』に収められ、戦争文学としては異色の南国情緒に満ちた作風となっている。
昭和26年（1951年）父夕暮歿、白日社「詩歌」を継承する。昭和49年（1974年）成蹊大学文学部教授。昭和44年（1969年）、『煙樹』で第15回日本歌人クラブ推薦歌集（現日本歌人クラブ賞）を受賞。昭和56年（1981年）、『冬すでに過ぐ』で第15回迢空賞を受賞。昭和58年（1983年）同大学定年退職、明星大学教授。歌会始選者もつとめた。
昭和59年（1984年）1月11日交通事故に遭い、1月13日歿。享年69。歿後「詩歌」は解散し、弟子たちはおのおの自らの結社や同人誌を立ち上げた。井辻朱美や林あまりの「かばん」、角宮悦子の「はな」などがその代表である。

## 作品
- 第一歌集『漂流の季節』1953、白玉書房

文庫版　2005、短歌新聞社〈短歌新聞社文庫〉
- 第二歌集『断章』1957、ユリイカ
- 第三歌集『煙樹』1968、新星書房
- 評論集『律と創造』1970、短歌新聞社
- 第四歌集『銅の天』1975、角川書店
- 選集『島と漂流』1975、短歌新聞社
- 『鑑賞　直文・槐園・躬治』1977、短歌新聞社
- 『評伝前田夕暮』1979、桜楓社
- 第五歌集『冬すでに過ぐ』1980、角川書店
- 評論集『短歌と表現』1980、不識書院
- 『チモール記』1982、蒼土舎
- 第六歌集『天の金雀枝』1982、角川書店
- 『前田透全歌集』1984、短歌新聞社
- 詩集『若き陸地』（前田夕暮共著）2004、東京四季出版